# Ljana
Ljana (russisk: Ляна) er en sovjetisk spillefilm fra 1955 af Boris Barnet.

## Medvirkende
- Kjunna Ignatova som Ljana
- Aleksandr Sjvorin som Andrij
- Muza Krepkogorskaja som Paraskitsa
- Leonid Gajdaj som Aljosja
- Radner Muratov som Grisja